# Бортне
Бортне (пол. Bartne) — лемківське село в Польщі, у гміні Сенкова Горлицького повіту Малопольського воєводства. Населення — 201 особа (2011).

## Географія
Селом протікає річка Сенкувка.

## Розташування
Село розташоване біля польсько-словацького кордону. Від села 11 км до адміністративного центру ґміни — міста Сенкова, 16 км до адміністративного центру повіту — міста Горлиці і 115 км до центру воєводства — міста Краків.

## Історія
Перша згадка про село в 1629 році. В XIX ст. в селі були майстерні, що виготовляли придорожні кам'яні хрести і надгробки.
У 1914 р. за москвофільство 18 жителів села заарештовано і вислано до Талергофу.
У міжвоєнний період у селі була москвофільська читальня імені Качковського.
До завершення Другої світової війни більшістю були лемки, більшість яких після Тилявського розколу змінили конфесію на православну. В 1936 р. в селі було 265 греко-католиків і 738 православних. До 1945 року в селі було майже чисто лемківське населення: з 1010 жителів села — 1000 українців і 10 євреїв. Після Другої світової війни частину лемків вивезли на Львівщину і Тернопільщину, решту під час операції «Вісла» депортували на Повернені Землі. 
28 травня 1945 р. польським військом було виселено до СРСР 467 лемків.
25-31 травня 1947  в результаті операції «Вісла» було депортовано на Повернені Землі 471 мешканця села, найавторитетніші з них були ув'язнені в концтаборі Явожно (зокрема Іван Мадзик, Іван Пашко, Кузьма Підберезняк, Микола Воробель). Депортованих розсіяли по багатьох селах Тшебницького і Любінського повітів (зокрема Лісець, Буковна, Зимна Вода).
У серпні 1956 р. колишній православний священик Бортного Іван Левяж зорганізував колишніх парафіян в околицях села Зимна Вода Любінського повіту на ремонт православної церкви в Бортному і провів службу Божу, на яку прийшли також колишні парафіяни, які задля уникнення депортації перейшли до римо-католицької церкви. Серед колишніх парафіян на Повернених Землях було оголошено про наступну службу в Бортному 14.11.1956. Ця активність лемків спричинила переляк ксьондза Францішека Беднажа з Маластова і його донос в міліцію. Після розмови з репресивними органами Іван Левяж видав усі йому відомі ініціативи українців і не поїхав на службу 14.11.1956 до Бортного.
В 1956 році деякі депортовані лемки повернулись до рідного села.
У 1975—1998 роках село належало до Новосондецького воєводства.

## Населення
Демографічна структура станом на 31 березня 2011 року:
|          | Загалом | Допрацездатний вік | Працездатний вік | Постпрацездатний вік |
| -------- | ------- | ------------------ | ---------------- | -------------------- |
| Чоловіки | 107     | 29                 | 60               | 18                   |
| Жінки    | 94      | 23                 | 44               | 27                   |
| Разом    | 201     | 52                 | 104              | 45                   |

В селі живуть лемки і поляки.

## Відомі люди
В селі народився Стефан Шкурат, який взяв собі шляхетське ім'я за місцем народження «Бортнянський» і котрий був батьком відомого композитора Дмитра Бортнянського.
23 березня 1860 року у Бортному народився майбутній Перемиський греко-католицький єпископ Тома (Полянський).
У 1870—1892 в селі служив священик Володимир Хиляк, відомий лемківський письменник. Тут він написав свої найважливіші твори, зокрема повість «Шибеничний верх» у двох частинах, у якій розповідається про навалу польських конфедератів. Повість надруковано у «Слові» в 1877—1878 роках.
В селі проживала Собин (Нецьо) Меланія (30 серпня 1920, с. Бортне Горлицького пов., теп. РП — 5 лютого 1978, там само) — письменниця-поетеса, громадський діяч.
Також у селі народився лемківський письменник Теодор Кузяк.

## Місцеві пам'ятки
- Греко-католицька церква Святих Косьми і Даміана 1784 року
- Православна церква Святих Косьми і Даміана 1928 року

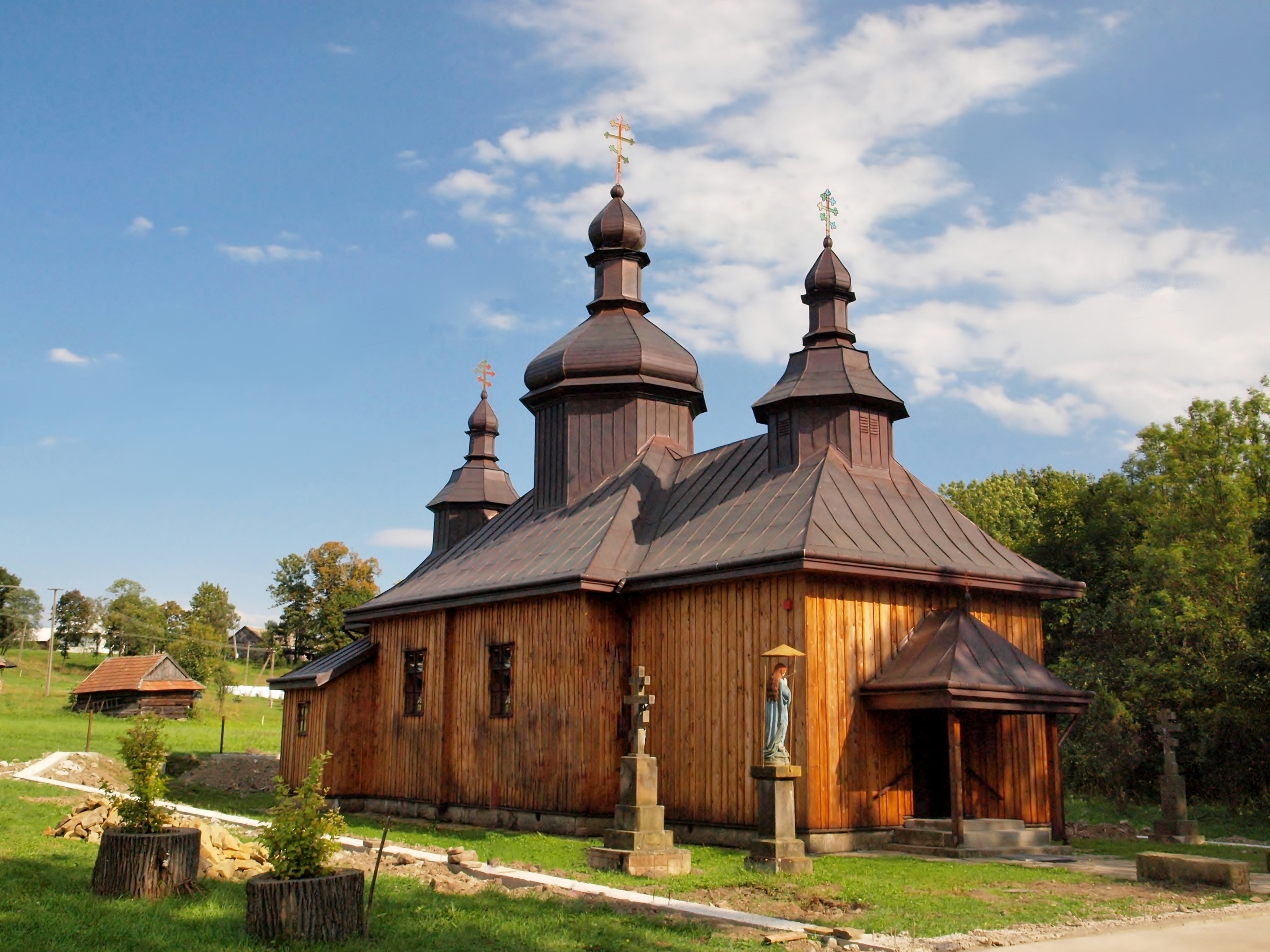
Православна церква

- Кладовище жертв холерної епідемії 1873 року
- Військове кладовище № 64 часів Першої світової війни
- Кам'яна комора першої половини XIX століття з різними кам'яними виробами
- Кам'яні хрести виробництва 1918 року

## Греко-католицька церква Святих Косьми і Даміана

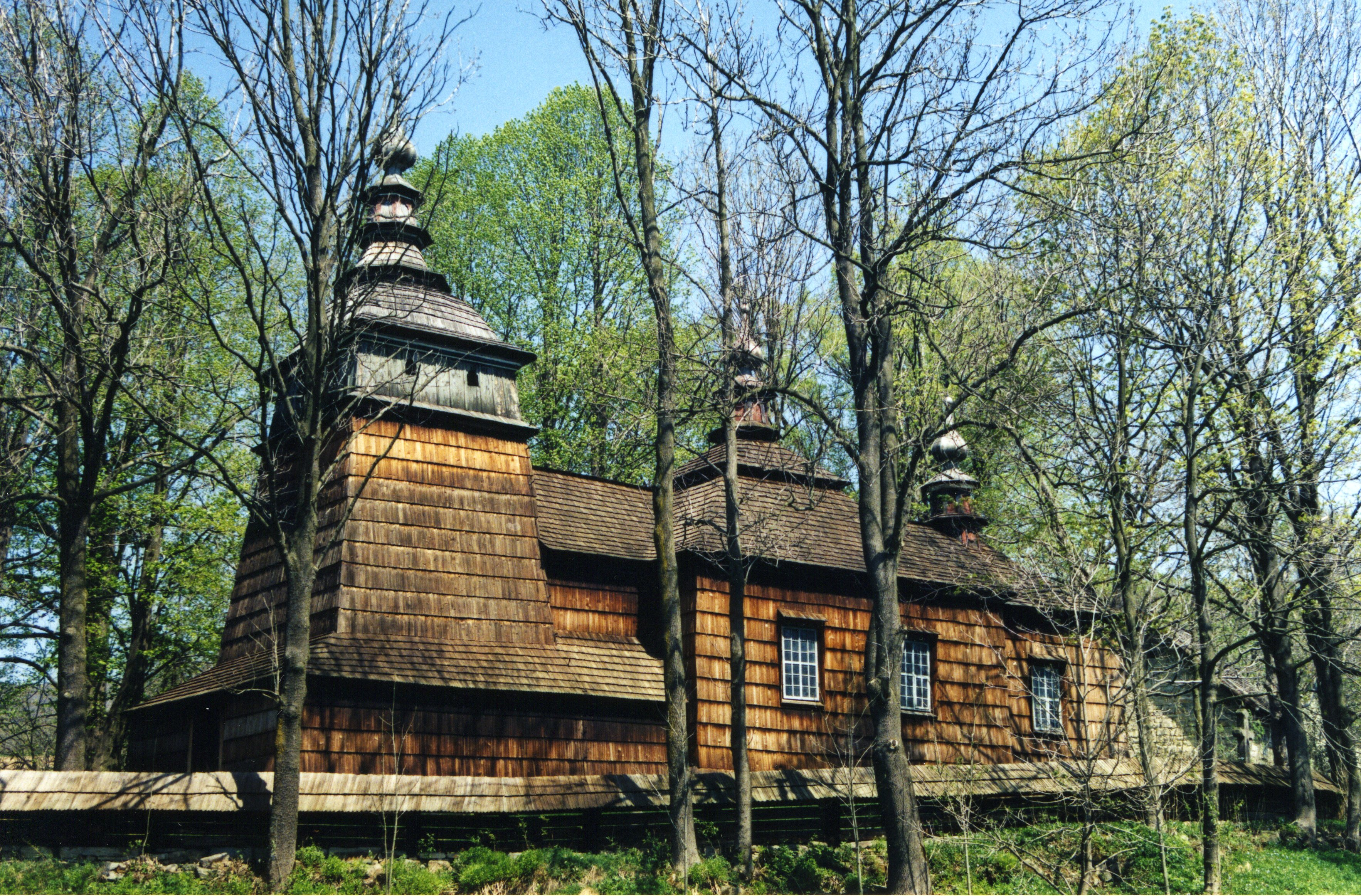
Греко-католицька церква Святих Косьми і Даміана

Церква побудована в 1784 році в характерному стилі лемківської дерев'яної архітектури. Рублена церква має три куполи, котрі покриті ґонтом XVIII ст..
Церква діяла до 1946 року, коли більшість жителів села вивезли на Львівщину і Тернопільщину.
Пам'ятник архітектури під охороною з 14 квітня 1997 р., реєстраційний номер А-826.
Зараз філія музею шляхетських родів Карваціанів і Гладишів в Горлиці. В храмі демонструються предмети лемківської художньої культури, іконостас XVIII ст., боковий вівтар 1797 року та ікона Пресвятої Богородиці з Ісусом Немовлям XVIII ст.